# 42-й саміт G7

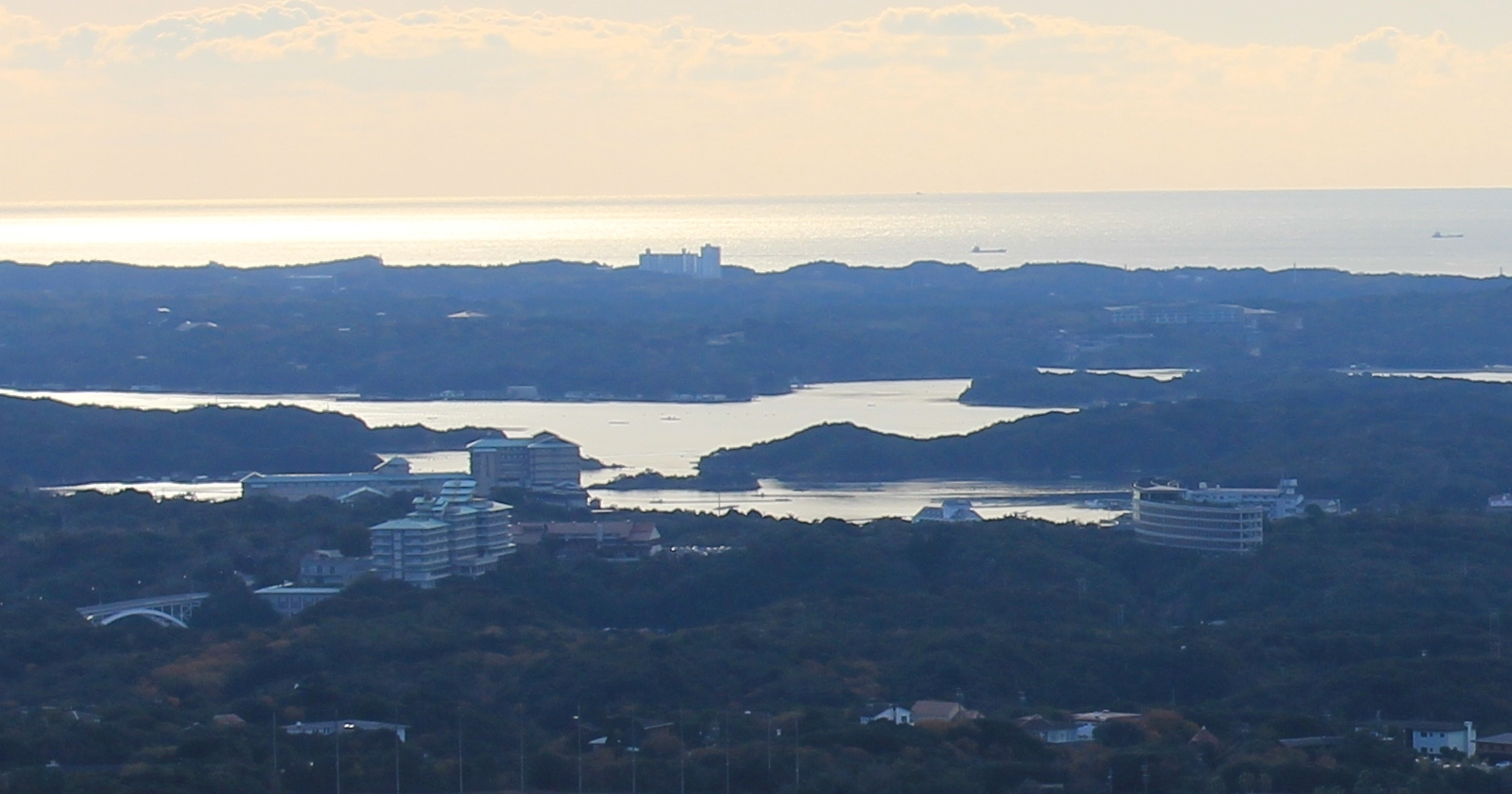
Готель Shima Kanko — місце проведення саміту

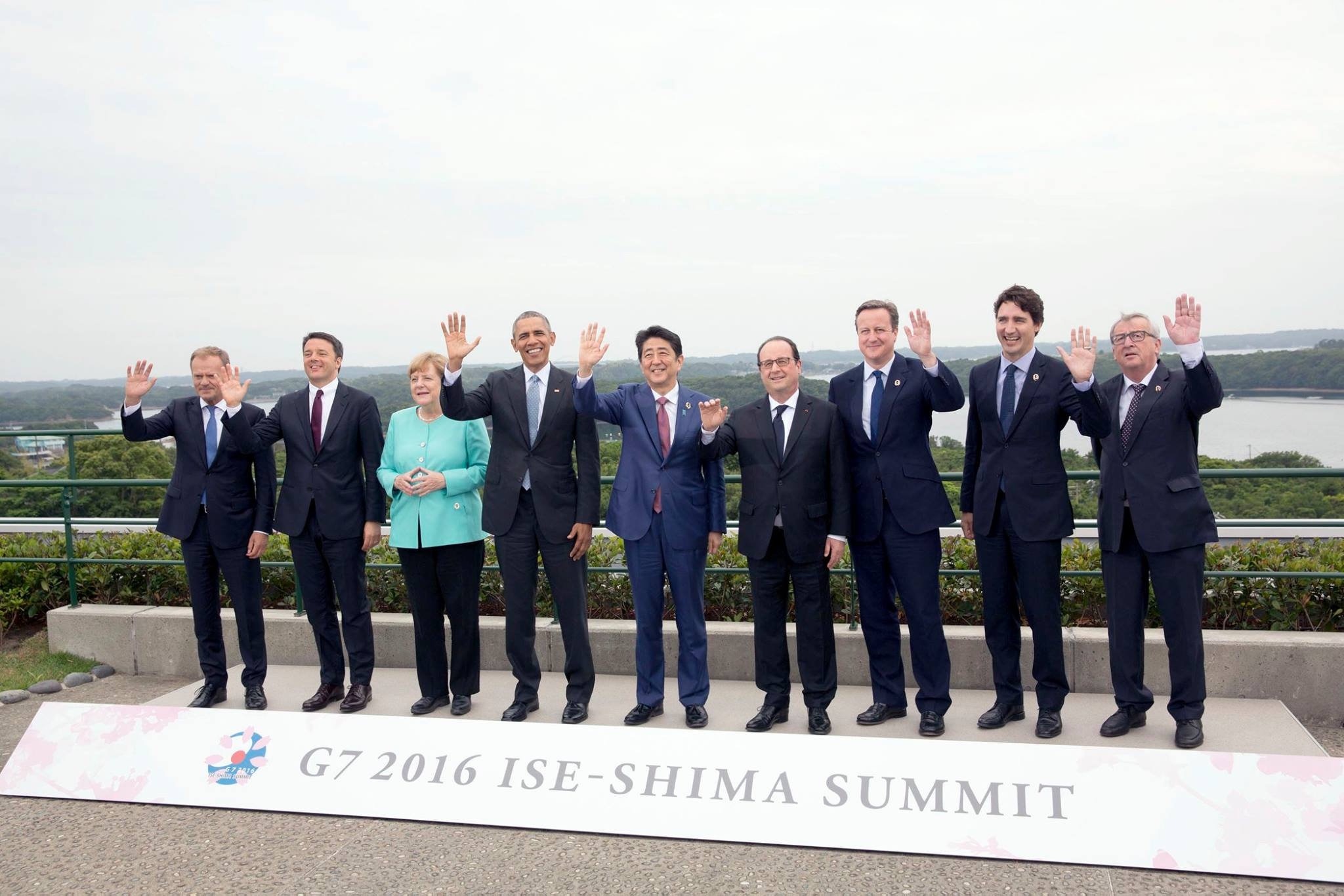
Учасники саміту

42-й саміт Великої сімки — зустріч на найвищому рівні керівників держав Великої сімки 26—27 травня 2016 року, що відбулася в місті Шіма (Міє, Японія) . В Японії отримала назву «Ісе-Шімського самміту» (яп. 伊勢志摩サミット).

## Учасники
| Члени G7          |                   |                |                          |
| Учасник           | Учасник           | Представляє    | Посада                   |
| Канада            | Канада            | Джастін Трюдо  | Прем'єр-міністр          |
| Франція           | Франція           | Франсуа Олланд | Президент                |
| Німеччина         | Німеччина         | Ангела Меркель | Канцлер                  |
| Італія            | Італія            | Маттео Ренці   | Прем'єр-міністр          |
| Японія            | Японія            | Шіндзо Абе     | Прем'єр-міністр          |
| Велика Британія   | Велика Британія   | Девід Камерон  | Прем'єр-міністр          |
| США               | США               | Барак Обама    | Президент                |
| Європейський Союз | Європейський Союз | Жан-Клод Юнкер | Президент ЄС             |
| Європейський Союз | Європейський Союз | Дональд Туск   | Голова Європейської Ради |
| Гості             |                   |                |                          |

## Результати
Група країн Великої сімки підтвердила єдність позиції щодо конфлікту на Донбасі — він може бути розв'язаний лише дипломатичним шляхом на основі міжнародного права з повагою до суверенітету та територіальної цілісності України.
«Ми закликаємо всі сторони [конфлікту на Донбасі] виконувати свої зобов'язання без затримки для проведення місцевих виборів у окремих районах Донецької та Луганської областей якнайшвидше у відповідності з Мінськими домовленостями», — йдеться в декларації лідерів країн Великої сімки.
Вони закликали Київ активно впроваджувати урядові, економічні та антикорупційні реформи, а також зміни у Генпрокуратурі. G7 також очікує, що Росія вплине на сепаратистів задля деескалації протистояння і повного припинення вогню.
Лідери семи провідних країн світу та ЄС підкреслили, що санкції з Росії знімуть лише за повного виконання «Мінських угод» та поваги до суверенітету України.
«Термін дії санкцій пов’язаний з повною реалізацією Росією Мінських угод та поваги до суверенітету України. Санкції можуть бути зняті, коли Росія виконає взяті на себе зобов’язання. При цьому ми готові ввести подальші обмежувальні заходи з метою тиску на Росію, якщо її дії цього будуть вимагати», — наголошується у підсумковій декларації. 
Водночас G7 знову наголосила на неприйнятті анексії Криму та збереженні відповідних обмежувальних заходів.
У підсумковій декларації, прийнятому у ході саміту Великої сімки, йдеться про те, що перспектива виходу Великої Британії з ЄС являє серйозну загрозу росту світової економіки. «Вихід Великої Британії з ЄС розверне тренд до зростання глобальної торгівлі, інвестицій та кількості робочих місць, що стане серйозною загрозою для економічного росту», — сказано в декларації.
У ході саміту лідери країн Великої сімки погодилися посилити міжнародну кампанію з протидії тероризму, а також зусилля з подолання кризи біженців. Зокрема, близько 3,6 млрд дол. США піде на підтримку Іраку для боротьби з терористами та усунення причин втечі людей з країни.